# Ligny (Belgien)
Ligny [liˈɲi] (Wallonisch Lignè) ist eine ehemalige Gemeinde in der belgischen Provinz Namur mit rund 2000 Einwohnern.
Seit der Kommunalreform von 1977 gehört Ligny zu Sombreffe.
Ligny ist vor allem bekannt als Namensgeber der Schlacht bei Ligny am 16. Juni 1815, der letzten Schlacht, die Napoléon Bonaparte – zwei Tage vor der Schlacht von Waterloo – gewann. Ligny ist Mitglied des Bundes der europäischen Napoleonstädte.